# كوركج
كوركج (بالفارسية: کورکج) هي قرية تقع في البلدة المركزية في إيران. يقدر عدد سكانها بـ 333 نسمة بحسب إحصاء 2016.